# Hornismühle
Hornismühle ist ein Ortsteil der Gemeinde Altenthann im Oberpfälzer Landkreis Regensburg (Bayern).

## Geografische Lage
Die Einöde Hornismühle liegt in der Region Regensburg, ungefähr zwei Kilometer nördlich von Altenthann am Ellbach, der dann bei Unterlichtenwald in den Otterbach mündet.

## Geschichte
Hornismühle (auch: Harnaßmühle, Harnersmühle) wurde 1466 erstmals schriftlich erwähnt, als Wolfgang Zenger das Mühllehen für ein Benefizium zum St. Michaelsaltar nach Altenthann stiftete. Im 15. Jahrhundert lagen die grundherrlichen Rechte an der Hornismühle überwiegend bei den Zengern. 1582, 1588 und 1600 erschien die Hornismühle im Stiftbuch der Hofmark Adlmannstein. 1599 gehörte die Hornismühle zu Schloss Hauzendorf in der sogenannten Jungen Pfalz. Das Landgericht Donaustauf vertrat die Hohe Obrigkeit und das Rentamt Straubing vereinnahmte die Landsteuer. Das zeigt, dass die Hornismühle zu Niederbayern gehörte.
Ab 1671 war die Hornismühle im Besitz des Klosters Frauenzell.
Zum Stichtag 23. März 1913 (Osterfest) gehörte Hornismühle zur Pfarrei Pettenreuth und hatte ein Haus und 8 Einwohner.
Am 31. Dezember 1990 hatte Hornismühle 10 Einwohner und gehörte zur Pfarrei Altenthann.